# 蔡牛乡
蔡牛乡是中国辽宁省铁岭市铁岭县下辖的一个乡。

## 行政区划
蔡牛乡下辖西二村、东二村、榆树堡村、华家村、北地村、蔡牛村、南长村、北长村、石家村、靠山村、大台村、三桥村、王千村、三棵树村、青东村、西贝河村、红崖咀村、大孤家子村、大青西村、蔡家坝村、代三家子村、二公台村、十五间房村、增盛堡村、东贝河村。